# Станционный смотритель (повесть)
«Станцио́нный смотри́тель» — повесть Александра Сергеевича Пушкина из цикла «Повестей покойного Ивана Петровича Белкина», оконченная 14 сентября 1830 года и изданная в 1831 году.
По повести создан литературно-мемориальный музей «Дом станционного смотрителя» в деревне Выра Гатчинского района Ленинградской области.

## Сюжет
Дочь станционного смотрителя, вдовца Самсона Вырина, Дуня — бойкая девушка необычайной красоты. Проезжавший почтовую станцию богатый гусар Минский увлекается ею. Притворившись больным, гусар на несколько дней остаётся на станции, чтобы поближе познакомиться с Дуней и заслужить расположение отца. Уезжая, он предлагает подвезти Дуню до церкви на окраине села, куда та собиралась к обедне. Отец, считая Минского порядочным человеком, уговаривает дочь подчиниться. Вскоре отцом овладевает беспокойство и он идёт к церкви, но не находит там Дуню, а позднее узнаёт, что гусар «по её воле» увёз её далеко в Санкт-Петербург. Безутешный отец находит там Минского и просит вернуть дочь, ставшую содержанкой гусара. Минский прогоняет Вырина, заявив, что Дуня будет счастлива с ним и отвыкла от прежнего состояния. Смотритель узнаёт, где живёт Дуня, и пробирается к ней. Дуня, увидев отца, падает без чувств, а оказавшийся у неё Минский опять выбрасывает старика на улицу. Вырин возвращается на свою станцию, от горя спивается и умирает. Спустя некоторое время на его могилу приезжает богато одетая барыня с тремя маленькими детьми и долго лежит на кладбищенском холмике.
Сюжет повести структурно оформлен как рассказ путешественника о трёх посещениях почтовой станции. В первое посещение он сам знакомится со смотрителем Выриным, и с его очаровательной дочкой Дуней. Во второе — слушает рассказ уже три года живущего в опустевшем доме Вырина о разлуке с дочерью. В третье — узнаёт от новых жильцов дома о печальном финале истории.

## Персонажи
- Самсон Вырин — смотритель почтовой станции, коллежский регистратор.
- Дуня — дочь Вырина, вела хозяйство в станционном доме.
- Ротмистр Минский — проезжий офицер, увёз Дуню в Петербург.
- Жена пивовара — живёт с мужем и сыном в бывшем доме смотрителя станции.
- Ванька — сын пивовара.

## Анализ
Все персонажи повести сложны, среди них нет ни безупречных, незаслуженно гонимых жертв, ни корыстных и чёрствых гонителей.
По словам А. Л. Слонимского, «каждый персонаж действует так, как ему положено действовать сообразно его личным свойствам и социальной принадлежности».
Драма разлуки отца и дочери — не следствие злого умысла, её причины можно видеть в общественном укладе, сословной иерархии, социальном угнетении.
При этом, один из основных мотивов «Станционного смотрителя» — разобщённость близких людей.
От остальных, относительно благополучных повестей, «Станционный смотритель», самая печальная повесть цикла, отличается минорным финалом.
Многие критики рассматривают «Станционного смотрителя» как прототип сюжета о маленьком чиновнике, предвестника демократического повествования об униженных и оскорблённых, социально-обличительной литературы реализма. Помимо социологического подхода к трактовке повести, существует и психологический подход, наиболее ярко выраженный у М. Гершензона. В рамках этого подхода, причина смерти Вырина — не внешние условия, а его собственные моральные представления, воплощённые в картинках о блудном сыне. «Станционного смотрителя сгубила ходячая мораль». По мнению В. Шмида, любая попытка истолкования конфликта, приведшего к смерти Вырина, должна учитывать ироническую игру Пушкина с обычными для сентиментализма поверхностными социальными мотивировками и его нацеленность на деструкцию шаблонных схем.

### Связи с другими произведениями
Соотношение «Повестей Белкина» в целом, и «Станционного смотрителя» в частности, с другими произведениями, прежде всего с близкой по жанру нравоучительной, сентиментальной и раннеромантической прозой конца XVIII — первой трети XIX в., — один из важных и хорошо изученных вопросов пушкиноведения.
Помимо прямых ссылок и упоминаний, повесть в неявном виде перекликается с некоторыми произведениями как самого Пушкина, так и других авторов. Пушкин использует шаблонные для современной ему литературы фабульные схемы и мотивы, усложняет их соприкосновением с традициями более высокого порядка и преображает, сочетает их в неожиданной комбинации, так, что читательские ожидания постоянно обманываются. В результате ни один из компонентов, связывающий повесть с другими произведениями, не остаётся самим собой.
Название, вступление и описание смотрителя перекликаются с сентиментальной повестью В. Карлгофа «Станционный смотритель» и очерками Ф. Булгарина «Отрывки из тайных записок станционного смотрителя на петербургском тракте», включая и очевидные параллели и явные противопоставления.
Описание картинок в доме смотрителя в черновом автографе повести отсутствует. Оно было позже перенесено Пушкиным из неоконченных «Записок молодого человека» (1829—1830).
Детально описанные Пушкиным картинки с немецкими стихами в доме смотрителя в явном виде указывают на библейскую притчу о блудном сыне и вводят важнейший для повести мотив взаимоотношений отца и ребёнка. Повествование является своеобразным переосмыслением, или даже пародией, этой притчи. Четырём картинкам притчи отвечают четыре «сцены» в истории Дуни, и каждая из них связана с соответствующими ситуациями притчи по принципу контраста.
Эпиграф взят из стихотворения П. А. Вяземского «Станция» (1825), некоторые литературоведы считают это стихотворение в целом важной отправной точкой для повести.
Повесть можно рассматривать как развитие и преобразование «Бедной Лизы» Н. М. Карамзина, как по сюжету, так и по используемым художественным средствам. После бегства Дуни с гусаром сюжет сближается с «Бедной Лизой», переворачивая его к концу повести. В финале, в карамзинском мотиве страдания виновного и паломничества на могилу человека, вызывающего чувство вины, место погибшей «бедной Лизы», вопреки выстроенному ранее ожиданию («…поневоле согрешишь, да пожелаешь ей могилы»), занимает не «бедная Дуня», а «бедный смотритель». Оказывается, что Дуня эквивалент не Лизы, но Эраста; с той разницей, что тот поменял молодую и бедную Лизу на старую и богатую вдову, а Дуня — старого и бедного отца на молодого и богатого гусара. Связь произведений подчёркивается буквальным совпадением деталей в эпизодах встреч Вырина с Минским, многократным использованием формул «бедная Дуня» и других карамзинских оборотов. То, как идеи «Бедной Лизы» преломляются в «Станционном смотрителе», представляет собой ироническую критику Пушкиным сентименталистского упрощения действительности.
Размышления о чинах также встречаются у Пушкина в записке «О народном воспитании» (1826).
Сцена с Дуней, сидевшей, как наездница, на ручке кресла, по наблюдению Анны Ахматовой, повторяет образ из бальзаковской «Физиологии брака»: «Я заметил красивую даму, сидящую на ручке кресла…»; эта аллюзия наверняка легко считывалась современниками Пушкина.
По мнению литературоведа С. З. Агранович, в тексте можно усмотреть связи с древнеславянской мифологией, и фамилия станционного смотрителя «Вырин» образована Пушкиным от имени славянского царства мёртвых — Вырея или Ирея; таким образом, сам смотритель — это владетель подземного мира, и роль его дочери тоже имеет параллель в мифологическом сюжете.

## Экранизации
- 1918 — «Станционный смотритель», режиссёр Александр Ивановский
- 1925 — «Коллежский регистратор», режиссёры Юрий Желябужский, Иван Москвин.
- 1929 — «Эротикон» (Чехия), реж. Густав Махаты.
- 1938 — «Ностальгия» /Nostalgie (Франция) Режиссёр Виктор Туржанский
- 1940 — «Почтмейстер» (Der Postmeister), Германия, режиссёр Густав Учицки.
- 1946 — «Крест любви» / Rakkauden risti (Финляндия). Режиссёр Теуво Тулио
- 1949 — «На пути к бездне» / Uçuruma dogru (Турция). Режиссёр Садан Камил[тур.]
- 1955 — «Дуня» / Dunja (нем., Австрия). Режиссёр Йозеф фон Баки.
- 1965 — «Почтмейстер» / De postmeester (ТВ) (Нидерланды). Режиссёр Пол Пауэлс
- 1968 — «Почтмейстер» / Poczmistrz (Польша). Режиссёр Станислав Ленартович.
- 1972 — «Станционный смотритель» (СССР). Режиссёр Сергей Соловьёв.
- 1972 — «Сенсуэла» / Sensuela (Финляндия). Режиссёр Теуво Тулио